# John Carney
John Charles Carney Jr. (* 20. května 1956 Wilmington, Delaware) je americký politik a člen Demokratické strany, v letech 2017 až 2025 guvernér Delawaru.
V letech 2001 až 2009 působil jako delawarský viceguvernér. Od roku 2011 do roku 2017 byl členem Sněmovny reprezentantů za delawarský jediný okrsek. V roce 2016 byl zvolen delawarským guvernérem, když ve volbách porazil s rozdílem více než 20 % kandidáta Republikánské strany Colina Boniniho. S téměř totožným náskokem pak mandát obhájil v roce 2020, když porazil Republikánku Julianne Murrayovou. V roce 2024 oznámil kandidaturu na starostu Wilmingtonu, jímž byl posléze zvolen.